# Йохан Лудвиг I фон Анхалт-Цербст
Йохан Лудвиг I фон Анхалт-Цербст (на немски: Johann Ludwig von Anhalt-Zerbst; * 4 май 1656 в Цербст; † 1 ноември 1704 в Дорнбург) от род Аскани е княз на Княжество Анхалт-Цербст от 1667 до 1704 г. Той е дядо на руската императрица Екатерина II. 
Той е шестият син на княз Йохан VI фон Анхалт-Цербст (1621–1667) и на принцеса София Августа фон Шлезвиг-Холщайн-Готорп (1630–1680), дъщеря на херцог Фридрих III фон Шлезвиг-Холщайн-Готорп и Мария Елизабет Саксонска. Баща му е единственият син на княз Рудолф фон Анхалт-Цербст (1630–1680) и графиня Магдалена фон Олденбург (1585–1657). От малък той страда от лявото си бедро, затова започва кавалерския си гранд-тур едва 1677 г.
През 1684 г. той влиза като хауптман на императорска служба, участва в похода в Унгария и по-късно се оттегля в дворец Дорнбург. Йохан Лудвиг е основател на „линията Дорнбург“, която през 1742 г. наследява главната линия Анхалт-Цербст.
Той е приет в литературното общество Fruchtbringende Gesellschaft.

## Фамилия
Йохан Лудвиг I се жени на 23 юли 1687 г. в Хале на Заале за Христина Елеонора фон Цойч (5 юни 1666 – 17 май 1699) от стара благородническа фамилия от Тюрингия, която живее от 1684 г. в двора на князете на Анхалт-Цербст.
Децата от този брак са издигнати на имперси князе през 1689 г. от император Леополд I и чрез неговия декрет бракове и децата са признати за висши благородници. Двамата имат децата:
- Йохан Лудвиг II (1688 – 1746), княз на Анхалт-Цербст (1742 – 1746), неженен
- Йохан Август (1689 – 1709)
- Христиан Август (1690 – 1747), княз на Анхалт-Цербст (1742 – 1747)

∞ 1727 принцеса Йохана Елизабет фон Шлезвиг-Холщайн-Готорп (1712 – 1760), баща на руската императрица Екатерина II
- Христиан Лудвиг (1691 – 1710), убит
- София Христиана (1692 – 1747)
- Елеонора Августа (1694 – 1704)
- Йохан Фридрих (1695 – 1742), генерал, ∞ Кайетана фон Шперлинг († 1742)